# Symfonie nr. 7 (Matthews)
David Matthews voltooide zijn Symfonie nr. 7 opus 109 in 2009.
De componist kreeg opdracht van de BBC een werk te schrijven dat uitgevoerd kon worden tijdens een muziekfestival dat gewijd was aan de muziek van Gustav Mahler. Matthews kreeg daarbij eigenlijk maar één beperking mee: het moest uitgevoerd worden in combinatie met de zevende symfonie van Mahler. Dat hield in dat de symfonie niet al te lang mocht duren; het moest beperkt blijven tot ongeveer 20 minuten. Een dergelijke lengte sluit meestal een symfonie uit, want werken uit dat genre duren gemiddeld toch wat langer; Mahler is daarbij nu juist een uitschieter met langer dan een uur (in dit geval).
Daartegenover stonden twee zaken. Het eerste is dat Matthews ervaring heeft met het componeren van (relatief) kortdurende symfonieën. Zijn eerste drie zijn in één deel geschreven waarbij de tijdsduur rond de 20 minuten ligt. Een andere zaak is dat door de massieve orkestratie Matthews het werk kon schrijven voor een groot symfonieorkest zonder dat de opdrachtgever daar bezwaar tegen kon maken; de musici waren toch nodig voor de symfonie van Mahler.
Het werk ging in première op 24 april 2010 tijdens het concert van het BBC Philharmonic onder leiding van Ginandrea Noseda in de Bridgewater Hall in Manchester. De componist, meestal aanwezig tijdens premières, kon daarbij niet aanwezig zijn, want het vliegverkeer boven Engeland lag stil vanwege aswolken van de IJslandse vulkaan Eyjafjallajökull. Matthews zat vast in Australië.

## Orkestratie
- 2 dwarsfluiten, 1 piccolo, 3 hobo’s waarvan nummer 3 ook althobo, 3 klarinetten waarvan nummer 3 ook basklarinet, 2 fagotten, 1 contrafagot;
- 4 hoorns, 3 trompetten, 3 trombones, 1 bariton (of eufonium), 1 tuba
- 4 pauken, 2 man / vrouw percussie voor buisklokken, diverse bekkens ,3 gongs, tamtam en grote trom;
- eerste violen, tweede violen, altviolen, celli, contrabassen.